# إدفارد إيلرز
إدفارد إيلرز (بالدنماركية: Edvard Ehlers) هو طبيب الجلد ‏ دنماركي، ولد في 26 مارس 1863 في كوبنهاغن في الدنمارك، وتوفي بنفس المكان في 7 مايو 1937.